# ظاهرة أطفال هونغ كونغ
ظاهرة أطفال هونغ كونغ كما تعرف بـ أطفال هونغ كونغ، أو أطفال كونغ (بالصينية: 港孩)، هو اصطلاح ازدرائي في أغلب الأحيان، يشير إلى فئة من الأطفال أو المراهقين في هونغ كونغ الذين يحملون عددًا من الصفات والميزات غير المرغوب بها، ككونهم اتكاليين إلى حدّ كبير، وامتلاكهم ذكاءً عاطفيًا منخفضًا وشكلًا ضعيفًا من مهارات الإدارة الذاتية. صيغ مصطلح «أطفال كونغ» عام 2009 في كتاب بعنوان «أطفال كونغ: كوابيس الآباء والمعلمين» نشرته صحيفة صينية محلية. يلخص الكتاب 5 صفات سلبية شائعة لدى الأطفال الذين ولدوا في هونغ كونغ خلال تسعينيات القرن الماضي. يتحدث الكتاب عن الآباء الذين يفسدون أطفالهم منذ عمر مبكر، باعتبارهم طرفًا مسؤولًا عن إنشاء هذا الجيل، الذي عُرف باسم «أطفال كونغ». عندما يعامل الآباء أطفالهم على أنهم أمراء وأميرات، فهم يميلون إلى إفساد أولادهم عن طريق إغراقهم بالهدايا المادية والأموال (لا تختلف كثيرًا عن متلازمة الإمبراطور الصغير المنتشرة في الصين، جارة هونغ كونغ). بالإضافة لذلك، يحاول الآباء حل المشاكل اليومية التي تواجه أبناءهم، ما يحدّ من فرصة تعلم الأطفال حل مشاكلهم لوحدهم. وهكذا ينمو الأطفال وهم محور الاهتمام، وغالبًا ما ينمّون شخصية أنانية، أي بعبارة أخرى، يظنون أنهم محور الكون. من المرجح أيضًا أن يكون هؤلاء الأطفال سريعي الغضب عندما يواجهون المشكلات، بما أنهم ليسوا معتادين على إيجاد حلول لها بأنفسهم. قد تؤثر هذه العادات والسمات السيئة على الأجيال المستقبلية، وتخلق حلقة مفرغة.

## الوصف
هم أطفال وُلدوا في تسعينيات القرن الماضي وأوائل القرن الحادي والعشرين لعائلات من الطبقة الوسطى، لكن دُللوا وأُفسدوا على يد الأشخاص المسؤولين عن الاعتناء بهم.
يتشارك أطفال كونغ سمات شخصية عديدة. يتميّز الأطفال الصغار مثلًا بأنهم لا يملكون مهارات وخبرات الحياة، كالاستحمام وتحضير الطعام وربط الحذاء لوحدهم. فهم اعتادوا على أهلهم والخدم المساعدين.
وفقًا لإحصائية أجراها موقع بيبولز دايلي الصيني، أجاب نصف الأهالي تقريبًا أن أولادهم لا يستطيعون تناول الطعام أو الاستحمام أو ارتداء الملابس بأنفسهم وبشكل مستقل، بينما قال 15 بالمئة من المجيبين إن أولادهم لا يستطيعون استخدام المرحاض بأنفسهم وبشكل مستقل. عندما يواجه أطفال كونغ المصاعب والمشاكل فهم يتوقعون من الآخرين أن يحلوها، لأنهم ببساطة غير مؤهلين ولا يملكون خبرة كافية للتعامل مع العقبات، وتنقصهم أيضًا الثقة بالنفس.
غالبًا ما يكون هؤلاء الأطفال حساسين وأنانيين، ولأن ذكاءهم العاطفي منخفض، فهم لا يستطيعون السيطرة على مشاعرهم في أي ظرف، كالتعامل مع المواقف غير المرغوبة مثلًا. يريد هؤلاء الأطفال أن تُسلط جميع الأضواء عليهم وأن يلاقوا الاهتمام من كافة الأشخاص.
في كافة الأوقات تقريبًا، لا يكون أطفال كونغ قادرين على حل المشاكل والمواقف التي تواجههم بالاعتماد على أنفسهم، فهم يخافون من الفشل ويتجنبون المواجهة ويعتمدون على الأهل.
هم غالبًا ضعفاء في التواصل مع الآخرين وفي القدرة على ضبط النفس. وبما أنهم أشخاص أنانيون، فهم لا يستطيعون وضع أنفسهم محل الآخرين واحترام آرائهم. تنقصهم أيضًا آداب السلوك البسيطة، بالتالي يزجّون أنفسهم في المواجهات بسهولة.
يكون أغلب الآباء شديدي الاهتمام بحياة أولادهم ويحاولون حمايتهم من أي صعوبات أو حتى إصابات. يُطلق على هكذا أهل مصطلح «الوالدان المتوحشان». يوظّف الوالدان عادة خدمًا ومساعدين أجانب كي يهتموا بأولادهم ويدللوهم بشكل مفرط ليلبوا أغلب طلبات الأطفال. هذا الدلال الزائد من الأهل قد يجعل الطفل نرجسيًا.
يحبّ أطفال كونغ اللحاق والتعرف على كل ما هو دارج وجديد، وغالبًا ما يبتاعون أغراضهم من العلامات التجارية المشهورة. يملك معظم الأطفال مقتنيات وأدوات إلكترونية من علامات تجارية شهيرة، كأجهزة الهواتف المحمولة وأجهزة آيباد وآيبود والكاميرات الرقمية وغيرها... فهم لا يقدّرون ما يملكون، وينظرون إلى الحياة بطريقة مادية.

## الأسباب
حاليًا، تنجب العائلات في هونغ كونغ عادة ولدًا أو ولدين على الأكثر. وفقًا لعدد من خبراء التربية، يحمي بعض الآباء، الذين يُطلق عليهم اسم «الوالدان المتوحشان»، أبناءهم بطريقة شديدة بحيث لا يسمحون لهم بتجربة واختبار أي عقبة أو مشكلة. فعلى سبيل المثال، لم يستطع الطلاب في هونغ كونغ عام 2010 السفر على متن الطائرات والعودة إلى هونغ كونغ بسبب عاصفة ثلجية خطيرة في لندن. طلب الآباء بعدها من الحكومة بشكل جدّي مساعدة الطلاب في البقاء ضمن المطار. نتج عن هذه القضية الكثير من الانتقادات تجاه الآباء بسبب مغالاتهم في حماية أولادهم. يصبح الطفل جراء ذلك غير مرن وغير قادر على مجابهة الصعاب، وهذا الطفل هو من يشمله مصطلح «أطفال كونغ».
يعمل معظم الآباء في هونغ كونغ دوامًا كاملًا، ما يقتضي توظيف خادم مساعد أجنبي ليعتني بالأطفال. وفقًا لإحدى الإحصائيات، يوظف نحو 90 بالمئة من الأهالي مساعدًا أجنبيًا للاعتناء بأولادهم. لا يُعد المساعد أو الخادم مسؤولًا عن تصحيح سلوك الأطفال حتى لو تصرّف الأطفال بطريقة خاطئة. لذا يُصبح بعض الأطفال متمردين وغير مهذبين ولا يحترمون الآخرين، وهي سمات مترافقة مع أطفال كونغ.
هونغ كونغ مدينة مهووسة بالامتحانات، إذ يركز الأهل على الدرجات الأكاديمية لأولادهم. يستوعب الأهل حاجة الأطفال إلى المرونة والمطواعية. ومن المتوقع من بعض الأطفال أن يركزوا بشكل حصري على الأمور الأكاديمية، لا على الأعمال المنزلية وما شابهها. لذا يصبح هؤلاء الأطفال اتكاليين، جسديًا ونفسيًا، وهكذا يُطلق عليهم مصطلح «أطفال كونغ».

## الآثار

### أفراد اتكاليون
يملك الأطفال المصابون بمتلازمة «أطفال كونغ» قدرة محدودة على الاعتناء بأنفسهم، وتكون مهارات حل المشاكل عندهم ضعيفة. عندما يواجه طفل كونغ مأزقًا ما، فإنه يستسلم على الفور، ما يقود إلى الإحساس بالحزن، وفي حالات أكثر خطورة، الانتحار. يميل أطفال كونغ إلى التصرفات الصبيانية وغالبًا ما يكون نموهم النفسي غير مكتمل.
في عام 2011، شلّت عاصفة ثلجية مطار لندن هيثرو. أراد عدد من الطلاب من هونغ كونغ العودة إلى بلدهم من أجل قضاء العطلة هناك، لكنهم لم يستطيعوا وعلقوا في المطار، فأقاموا في صالات الولائم ضمن الفنادق أو ناموا في المطار. أثناء ذلك، اشتكى الطلاب مرارًا من الوضع مشبهين صالات الولائم بمعسكرات الاعتقال النازية.
لتصرفات أطفال كونغ آثار سلبية على الأطفال أنفسهم، فهم لا يعرفون كيف يعتنوا بأنفسهم، بل يعتمدون على الآخرين لإدارة شؤون حياتهم. لهذا السبب، يملك أطفال كونغ قدرة منخفضة على الاعتناء بالذات عندما نقارنهم بالأطفال الطبيعيين. ففي أغلب الأوقات، يساعد الوالدان أطفال كونغ لمجابهة العقبات التي يواجهونها، كالتعامل مع الخلافات بين الأصدقاء أو التواصل مع الأساتذة. على المدى القصير، يخسر أطفال كونغ فرصهم الاجتماعية ولا يستطيعون التعامل مع الصعاب بمفردهم. أما على المدى الطويل، سينقص أطفال كونغ مهارات التواصل الأساسية والتأهيل الكافي لحل المشكلات بأنفسهم.

### علاقات عائلية ضعيفة
يعتمد الأطفال بشكل مفرط على الآخرين كي يهمتوا بهم ويقدموا العناية لهم، ما يزيد من الضغوط والمسؤوليات التي يجب على الآباء تحملها والناجمة عن تصرفات الأولاد. يمنع هذا الإخفاق في ضبط سلوك الأطفال السيئ، سواء في المنزل أو الأماكن العامة، نمو علاقة صحية بين الوالدين والطفل، ما يصيب الآباء بالإحباط والخزي من تصرفات أطفالهم وسلوكهم.

### عبء على مجتمع هونغ كونغ
الأطفال هم جيل المستقبل، لكن أطفال كونغ غير مجهزين للعيش في العالم الحقيقي لأنهم غير قادرين على التواصل مع الآخرين واستيعابهم. لا يقدّرون ما يملكون وليسوا قادرين تمامًا على تقبل متاعب العمل وقد لا يستطيعون إكمال عملهم، وهذا ما يؤدي إلى انخفاض فعالية القوة العاملة.
يؤثر هؤلاء الأطفال بشكل سلبي على المجتمع، أي أنهم لا يملكون قدرات عالية لحل المشكلات بسبب اعتمادهم على الوالدين، وكنتيجة لذلك، لن يستطيعوا حل المشكلات بكفاءة عندما يصبحون لوحدهم في العالم الحقيقي، ما يخفّض إنتاجية المجتمع، وقد ينقصهم أيضًا الدافع للعمل بما أن آباءهم يحلّون جميع مشاكلهم.